# Milking the Sacred Cow
Milking the Sacred Cow è un greatest hits del gruppo hardcore punk di San Francisco Dead Kennedys pubblicato nell'ottobre del 2007. Contiene brani provenienti da tutti gli album in studio della band, escluso l'ultimo, Bedtime for Democracy. Inoltre contiene due tracce live, Soup Is Good Food e Jock-O-Rama, contenute nell'album Frankenchrist.

## Tracce
1. California Über Alles (Jello Biafra, John Greenway) - 3:28
2. Police Truck (East Bay Ray, Jello Biafra) - 2:25
3. Kill the Poor 3:08 (East Bay Ray, Jello Biafra)
4. Holiday in Cambodia (Dead Kennedys) - 3:45
5. Nazi Punks Fuck Off (Jello Biafra) - 1:04
6. Too Drunk to Fuck (Jello Biafra) - 2:41
7. Viva Las Vegas (Doc Pomus, Mort Shuman) - 2:41
8. Moon Over Marin (East Bay Ray, Jello Biafra) - 3:43
9. Halloween (Dead Kennedys) - 3:36
10. MTV Get off the Air (Jello Biafra) - 3:38
11. Soup is Good Food (Live) (Dead Kennedys) - 4:39
12. Jock-O-Rama (Live) (Jello Biafra) - 4:19

## Crediti[2]
- Jello Biafra - voce, produttore
- East Bay Ray - chitarra
- Klaus Flouride - basso, voce
- D.H. Peligro - batteria
- Thom Wilson - produttore
- Geza X - produttore, ingegneria del suono
- Oliver Di Cicco - ingegneria del suono